# 구루시마 나가치카
구루시마 나가치카(일본어: 来島 長親, 덴쇼 10년(1582년) ~ 게이초 17년 음력 3월 15일(1612년 4월 15일))는 아즈치모모야마 시대부터 에도 시대 초기까지의 다이묘이다. 분고 모리 번의 초대 번주. 초명은 미치치카(通親), 이후 나가치카(長親), 야스치카(康親)로 개명했다.
|  | 제1대 분고 모리 번 번주 (구루시마 가문) 1601년 ~ 1612년 | 후임 구루시마 미치하루 |